# Лисенко Йосип Григорович
Йосип Григорович Лисенко (1906, село Мала Дівиця Прилуцького повіту Полтавської губернії, тепер смт. Прилуцького району Чернігівської області —  загинув близько 19 вересня 1941) — український радянський партійний діяч. Член ЦК КП(б)У в 1940—1941 роках. Член Організаційного бюро ЦК КП(б)У в травні 1940 — вересні 1941 р.

## Біографія
Народився в бідній селянській родині. У 1922 році закінчив семирічну школу в селі Мала Дівиця. У 1924 році вступив до комсомолу.
У січні — жовтні 1925 року — секретар і завідувач комсомольського осередку в селі Петрівка Мало-Дівицького району Прилуцького округу. У листопаді 1925 — листопаді 1926 року — голова і культпропагандист Мало-Дівицького районного комітету взаємодопомоги і Мало-Дівицького районного комітету ЛКСМУ Прилуцького округу.
Член ВКП(б) з травня 1926 року.
У грудні 1926 — жовтні 1927 року — учень сільськогосподарської професійної школи і секретар партійного осередку в селі Сокиринцях Прилуцького району Прилуцького округу.
У листопаді 1927 — лютому 1931 року — студент Київського аграрно-економічного інституту. У березні — листопаді 1931 року — аспірант Всеукраїнської академії наук (ВУАН) у Києві.
У грудні 1931 — січні 1934 року — пропагандист пропагандистської групи ЦК КП(б)У в містах Києві, Харкові та Чистяковому на Донбасі. У лютому — квітні 1934 року — інструктор Чистяковського міського комітету КП(б)У Донецької області.
У травні — листопаді 1934 року — директор радгоспу «Горняк» в місті Чистякове Донецької області.
У грудні 1934 — січні 1938 року — аспірант і секретар партійного комітету Всесоюзного науково-дослідного інституту цукрової промисловості у Києві.
У лютому — серпні 1938 року — начальник агротехнічного сектору і секретар партійного комітету Головного управління цукрової промисловості «Головцукор» Народного комісаріату харчової промисловості СРСР у Москві.
У серпні — вересні 1938 року — відповідальний організатор відділу керівних партійних органів ЦК ВКП(б).
У вересні 1938 — лютому 1939 року — заступник завідувача відділу пропаганди і агітації ЦК КП(б) України.
З грудня 1938 року — редактор журналу «Більшовик України» (за сумісництвом).
У лютому 1939 — 1941 року — завідувач відділу пропаганди і агітації ЦК КП(б) України.
17 травня 1940 — вересень 1941 року — секретар ЦК КП(б) України з пропаганди і агітації.
Під час оборони Києва знаходився в місті, 16 вересня (за 3 дні до окупації міста) вийшла його стаття із закликами обороняти Київ. Пропав безвісти. Ймовірно, загинув під час військових дій.